# Lawrence Doherty
Hugh Lawrence "Laurie" Doherty (8 de outubro de 1875 – 21 de agosto de 1919), foi um tenista inglês. Foi pentacampeão do Torneio de Wimbledon entre os anos de 1902-1906. Conquistou 3 medalhas Olímpicas, ambas nos Jogos Olímpicos de Verão de 1900 na França, sendo 2 de ouro, simples e duplas e 1 bronze nas duplas mistas.

## Grand Slam finais

### Simples: 6 (6 títulos, )
| Resultado | Ano  | Campeonato                | Opponente      | Placar             |
| Campeão   | 1902 | Wimbledon                 | Arthur Gore    | 6–4, 6–3, 3–6, 6–0 |
| Campeão   | 1903 | Wimbledon                 | Frank Riseley  | 7–5, 6–3, 6–0      |
| Campeão   | 1903 | US National Championships | William Larned | 6–0, 6–3, 10–8     |
| Campeão   | 1904 | Wimbledon                 | Frank Riseley  | 6–1, 7–5, 8–6      |
| Campeão   | 1905 | Wimbledon                 | Norman Brookes | 8–6, 6–2, 6–4      |
| Campeão   | 1906 | Wimbledon                 | Frank Riseley  | 6–4, 4–6, 6–2, 6–3 |

### Duplas: 12 (10 títulos, 2 vices)
| Resultado | Ano  | Campeonato       | Parceiro         | Oponentes                           | Placar                   |
| Campeão   | 1897 | Wimbledon        | Reginald Doherty | Wilfred Baddeley Herbert Baddeley   | 6–4, 4–6, 8–6, 6–4       |
| Campeão   | 1898 | Wimbledon        | Reginald Doherty | Harold Nisbet Clarence Hobart       | 6–4, 6–4, 6–2            |
| Campeão   | 1899 | Wimbledon        | Reginald Doherty | Harold Nisbet Clarence Hobart       | 7–5, 6–0, 6–2            |
| Campeão   | 1900 | Wimbledon        | Reginald Doherty | Herbert Roper Barrett Harold Nisbet | 9–7, 7–5, 4–6, 3–6, 6–3  |
| Campeão   | 1901 | Wimbledon        | Reginald Doherty | Dwight F. Davis Holcombe Ward       | 4–6, 6–2, 6–3, 9–7       |
| Vice      | 1902 | Wimbledon        | Reginald Doherty | Sidney Smith Frank Riseley          | 6–4, 6–8, 3–6, 6–4, 9–11 |
| Campeão   | 1902 | US Championships | Reginald Doherty | Holcombe Ward Dwight F. Davis       | 11–9, 12–10, 6–4         |
| Campeão   | 1903 | US Championships | Reginald Doherty | Kreigh Collins L. Harry Waidner     | 7–5, 6–3, 6–3            |
| Campeão   | 1903 | Wimbledon        | Reginald Doherty | Sidney Smith Frank Riseley          | 6–4, 6–4, 6–4            |
| Campeão   | 1904 | Wimbledon        | Reginald Doherty | Sidney Smith Frank Riseley          | 6–1, 6–2, 6–4            |
| Campeão   | 1905 | Wimbledon        | Reginald Doherty | Sidney Smith Frank Riseley          | 6–2, 6–4, 6–8, 6–3       |
| Vice      | 1906 | Wimbledon        | Reginald Doherty | Sidney Smith Frank Riseley          | 8–6, 4–6, 7–5, 3–6, 3–6  |